# Chiesa di Santa Maria Assunta (Laterza)
La chiesa di Santa Maria Assunta, detta anche la Grande, un luogo di culto cattolico di Laterza.

## Storia e descrizione
Situata fuori dalle mura della città e cuore pulsante della vita religiosa laertina nel XII secolo, la chiesa di Santa Maria la Grande (anno domini 1112), oggi conosciuta come chiesa dell'Assunta è quello che resta del complesso abbaziale voluto dalla contessa Matilde, moglie del conte di Matera. In stile romanico, conserva della "facies" originaria il prospetto posteriore con le absidi estradossate, la colonnina ottagonale della bifora in facciata, il fonte battesimale, probabile vasca della fontana del chiostro e le massicce colonne interne, un tempo affrescate.
Nel 1226 diventa dipendenza florense, cioè dell'ordine fondato da Gioacchino da Fiore ed è l'unica dipendenza florense ancora costruita in Puglia.